# North Harbour International 2001
Die North Harbour International 2001 im Badminton fanden Anfang Mai 2001 in North Harbour statt.

## Sieger und Platzierte
| Disziplin    | Gold                                   | Silber                              | Bronze                         |
| ------------ | -------------------------------------- | ----------------------------------- | ------------------------------ |
| Herreneinzel | Nathan Malpass                         | Geoffrey Bellingham                 | Nick Hall                      |
| Herreneinzel | Nathan Malpass                         | Geoffrey Bellingham                 | John Moody                     |
| Dameneinzel  | Rhona Robertson                        | Rayoni Head                         | Kate Wilson-Smith              |
| Dameneinzel  | Rhona Robertson                        | Rayoni Head                         | Laura Blackman                 |
| Herrendoppel | Ashley Brehaut Stuart Brehaut          | Boyd Cooper Travis Denney           | Geoffrey Bellingham John Moody |
| Herrendoppel | Ashley Brehaut Stuart Brehaut          | Boyd Cooper Travis Denney           | Robert Batty David Nash        |
| Damendoppel  | Rhona Robertson Sara Runesten-Petersen | Rachel Hindley Tammy Jenkins        | Laura Blackman Diane Malpass   |
| Damendoppel  | Rhona Robertson Sara Runesten-Petersen | Rachel Hindley Tammy Jenkins        | Tania Luiz Kate Wilson-Smith   |
| Mixed        | Nick Hall Sara Runesten-Petersen       | Geoffrey Bellingham Rhona Robertson | Byron Smith Rachel Hindley     |
| Mixed        | Nick Hall Sara Runesten-Petersen       | Geoffrey Bellingham Rhona Robertson | John Moody Tammy Jenkins       |